# Književna nagrada „Gospođin vir”
Književna nagrada „Gospođin vir” je  godišnja nagrada koja se dodeljuje za najbolju knjigu poezije, roman, ili knjigu eseja. Nagradu su 2008. godine osnovali Centar za kulturu Požarevac i Edicija Braničevo. Konačnu odluku od dobitniku nagrade donosi tročlani stručni žiri a odluka se saopštava  u drugoj nedelji aprila dok se nagrada dodeljuje u drugoj nedelji maja, u sklopu književnih susreta Bezdana umetnost. Za nagradu „Gospođin vir” mogu konkurisati autori koji objavljuju na srpskom jeziku, dok književna dela mogu predlagati izdavači, književni kritičari, pojedinci, ali i sami autori.
Nagrada se sastoji iz novčanog dela (120.000 dinara.) i skulpture, rada akademskog slikara Dragiše Miloševića.

## Dobitnici nagrade
Neki od dobitnika nagrade „Gospođin vir” su:
- Đorđe Nikolić[2]
- Мирољуб Милановић
- Vuk Drašković[3]